# Nykøbing F Sogn
Nykøbing F Sogn er et sogn i Falster Provsti (Lolland-Falsters Stift).
Systofte Sogn, der hørte til Falsters Sønder Herred i Maribo Amt, var i 1800-tallet anneks til Nykøbing F Sogn, der lå i Nykøbing Falster Købstad. Købstaden hørte kun geografisk til herredet, men dens landdistrikt var en sognekommune under herredet. Nykøbing Falster Købstad med landdistriktet blev ved kommunalreformen i 1970 kernen i Nykøbing Falster Kommune, der ved strukturreformen i 2007 indgik i Guldborgsund Kommune.
I Nykøbing F Sogn ligger Klosterkirken fra 1419, Nordre Kirke fra 1993 og Lindeskovkirken fra 1986.
I sognet findes følgende autoriserede stednavne:
- Nykøbing F (bebyggelse)
- Sønder Kohave (areal)
- Vestensborg (landbrugsejendom)